# Saltonia
Saltonia is een monotypisch geslacht van spinnen uit de  familie van de Dictynidae (kaardertjes).

## Soort
- Saltonia incerta Banks, 1898